# Galerida
Genre
Galerida est un genre regroupant plusieurs espèces de passereaux de la famille des Alaudidae et couramment appelées Cochevis.

## Liste des espèces
D'après la classification de référence (version 5.2, 2015) du Congrès ornithologique international (ordre phylogénique) :
- Galerida deva – Cochevis de Sykes
- Galerida modesta – Cochevis modeste
- Galerida magnirostris – Cochevis à gros bec
- Galerida theklae – Cochevis de Thékla
- Galerida cristata – Cochevis huppé
- Galerida malabarica – Cochevis de Malabar
- Galerida macrorhyncha – (?)